# Je me souviens d'un adieu
Pour les articles homonymes, voir Je me souviens (homonymie).
Albums de Michel Sardou
La Dernière Danse
(2018) Je me souviens d'un adieu à la Défense Arena
(2024)
Je me souviens d'un adieu est le dernier spectacle et le vingtième album live de Michel Sardou enregistré au Zénith Amiens Métropole, le 14 octobre 2023  lors de sa tournée débutée le 3 octobre 2023 au Zénith de Rouen et achevée le 29 mars 2024 à la Brest Arena. L'album est commercialisé dans un livre-disque comprenant deux CD. Le concert filmé à Paris La Défense Arena en mars 2024 est retransmis au cinéma en juin 2024, ce qui donnera lieu à la publication d'un second album live pour cette tournée sous le titre Je me souviens d'un adieu à la Défense Arena.

## Titres de l'album
Le double CD comprend les titres suivants :

### Disque 1
| No | Titre                          | Paroles                            | Musique                                                | Durée |
| -- | ------------------------------ | ---------------------------------- | ------------------------------------------------------ | ----- |
| 1. | Irish Horses (instrumental)    |                                    | Pierre Billon - Jean Mora                              | 2:47  |
| 2. | Les Lacs du Connemara          | Michel Sardou - Pierre Delanoë     | Jacques Revaux                                         | 3:25  |
| 3. | Marie-Jeanne                   | Michel Sardou - Didier Barbelivien | Michel Sardou - Jacques Revaux - Jean-Pierre Bourtayre | 3:56  |
| 4. | Casino                         | Michel Sardou                      | Jacques Revaux                                         | 3:43  |
| 5. | Une fille aux yeux clairs      | Michel Sardou - Claude Lemesle     | Jacques Revaux                                         | 2:44  |
| 6. | Le Privilège                   | Michel Sardou - Didier Barbelivien | Michel Sardou - Jacques Revaux                         | 4:33  |
| 7. | Je vais t'aimer                | Gilles Thibaut - Michel Sardou     | Jacques Revaux                                         | 5:11  |
| 8. | Le Bac G                       | Michel Sardou                      | Michel Sardou - Jean-Pierre Bourtayre                  | 3:39  |
| 8. | Parlons de toi, de moi         | Michel Sardou                      | Michel Sardou - Jacques Revaux                         | 3:22  |
| 8. | Aujourd'hui peut-être          | Marcel Sicard                      | Paul Durand                                            | 3:22  |
| 9. | Medley                         |                                    |                                                        | 11:00 |
|    | Salut                          | Michel Sardou - Jean-Loup Dabadie  | Jacques Revaux - Jean-Pierre Bourtayre                 |       |
|    | En chantant                    | Michel Sardou - Pierre Delanoë     | Toto Cutugno                                           |       |
|    | Chanteur de jazz               | Michel Sardou - Jean-Loup Dabadie  | Jacques Revaux - Jean-Pierre Bourtayre                 |       |
|    | Je veux l'épouser pour un soir | Michel Sardou - Claude Lemesle     | Jacques Revaux                                         |       |
|    | Je t'aime, je t'aime           | Michel Sardou                      | Jacques Revaux                                         |       |
|    | La Java de Broadway            | Michel Sardou - Pierre Delanoë     | Jacques Revaux                                         |       |
|    | Et mourir de plaisir           | Michel Sardou - Vline Buggy        | Jacques Revaux                                         |       |
|    | Le Temps des colonies          | Michel Sardou - Pierre Delanoë     | Jacques Revaux                                         |       |
|    | Afrique adieu                  | Michel Sardou                      | Michel Sardou - Jacques Revaux                         |       |
|    | Dix ans plus tôt               | Michel Sardou - Pierre Billon      | Jacques Revaux                                         |       |
|    | La Génération "Loving You"     | Michel Sardou - Pierre Delanoë     | Jacques Revaux                                         |       |
|    | Il était là (Le Fauteuil)      | Michel Sardou - Pierre Delanoë     | Jacques Revaux                                         |       |
|    | Je viens du sud                | Michel Sardou - Pierre Delanoë     | Jacques Revaux                                         |       |
|    | Je ne suis pas mort je dors    | Michel Sardou                      | Jacques Revaux - Pierre Billon                         |       |
|    | J'accuse                       | Michel Sardou - Pierre Delanoë     | Jacques Revaux                                         |       |
|    | Un accident                    | Michel Sardou                      | Jacques Revaux                                         |       |
|    | La Vieille                     | Michel Sardou - Gilles Thibaut     | Jacques Revaux                                         |       |
|    | Les Vieux Mariés               | Michel Sardou - Pierre Delanoë     | Jacques Revaux                                         |       |
|    | Le France                      | Michel Sardou - Pierre Delanoë     | Jacques Revaux                                         |       |
|    | La Maladie d'amour             | Michel Sardou - Yves Dessca        | Jacques Revaux                                         |       |

### Disque 2
| No  | Titre                                | Paroles                            | Musique                                        | Durée |
| --- | ------------------------------------ | ---------------------------------- | ---------------------------------------------- | ----- |
| 1.  | Quelque chose de Tennessee           | Michel Berger                      | Michel Berger                                  | 3:06  |
| 2.  | La Rivière de notre enfance          | Didier Barbelivien                 | Didier Barbelivien                             | 3:56  |
| 3.  | Vladimir Ilitch                      | Michel Sardou - Pierre Delanoë     | Jacques Revaux - Jean-Pierre Bourtayre         | 4:23  |
| 4.  | Les Villes de solitude               | Michel Sardou - Pierre Delanoë     | Jacques Revaux                                 | 3:36  |
| 5.  | Mam'selle Louisiane                  | Michel Sardou - Didier Barbelivien | Jacques Revaux                                 | 4:23  |
| 6.  | L'Autre Femme                        | Pierre Delanoë                     | Michel Sardou - Jacques Revaux                 | 3:47  |
| 7.  | Verdun                               | Michel Sardou                      | Michel Sardou                                  | 4:00  |
| 8.  | Je vole                              | Michel Sardou - Pierre Billon      | Michel Sardou                                  | 4:35  |
| 9.  | Les Ricains                          | Michel Sardou                      | Guy Magenta                                    | 3:21  |
| 10. | Être une femme                       | Michel Sardou - Pierre Delanoë     | Michel Sardou - Jacques Revaux - Pierre Billon | 3:52  |
| 11. | Musulmanes                           | Michel Sardou                      | Jacques Revaux - Jean-Pierre Bourtayre         | 6:06  |
| 12. | Comme d'habitude                     | Gilles Thibaut - Claude François   | Jacques Revaux                                 | 5:56  |
| 13. | Les Lacs du Connemara (instrumental) | Michel Sardou - Pierre Delanoë     | Jacques Revaux                                 | 2:08  |